# Championnats d'Europe de gymnastique acrobatique 1982
Navigation
Édition précédente Édition suivante
Les championnats d'Europe de gymnastique acrobatique 1982, quatrième édition des championnats d'Europe de gymnastique acrobatique, ont eu lieu en 1982 à Londres, au Royaume-Uni.
Les nations participantes sont l'Allemagne de l'Ouest ; la Belgique ; la Bulgarie ; la Pologne ; le Royaume-Uni et  l'Union Soviétique.

## Tableau des médailles par pays
| Rang | Nation               | Or | Argent | Bronze | Total |
| ---- | -------------------- | -- | ------ | ------ | ----- |
| 1    | Union soviétique     | 5  | 3      | 0      | 8     |
| 3    | Bulgarie             | 2  | 2      | 3      | 7     |
| 2    | Pologne              | 0  | 2      | 3      | 5     |
| 4    | Allemagne de l'Ouest | 0  | 0      | 1      | 1     |

## Tableau des médailles par épreuves[1]
| Épreuves   | Or                                                                               | Argent                                                                    | Bronze                                                                |
| Hommes     | Hommes                                                                           | Hommes                                                                    | Hommes                                                                |
| ---------- | -------------------------------------------------------------------------------- | ------------------------------------------------------------------------- | --------------------------------------------------------------------- |
| Individuel | Alexander Rosszolin (URSS)                                                       | Igor Brikman (URSS)                                                       | Andrzej Garstka (POL)                                                 |
| Duo        | Union soviétique Yuri Tishlen Sergei Petrov                                      | Pologne Slawomir Kielbasinski Krzysztof Suszek                            | Bulgarie Jordan Anachkov Cvetan Boiadjiev                             |
| Quatuor    | Union soviétique Victor Kuralesov Victor Bystrov Vladimir Simonov Kapiz Izmailov | Pologne Andrzej Jaworowski Bogdan Zając Woitech Swiecik Leszek Antonowicz | Bulgarie Alexey Spasov Petakov Valentin Kirov Stanislav Dian Georgiev |
| Femmes     |                                                                                  |                                                                           |                                                                       |
| Individuel | Mela Mustafova (BUL)                                                             | Lyudmila Gromova (URSS)                                                   | Elena Filipova (BUL)                                                  |
| Duo        | Union soviétique Svetlana Mkrtychian Ludmila Glazunova                           | Bulgarie Snejana Andonova Antoaneta Milovanova                            | Pologne Danuta Chwalbogowska Malgorzata Gluszek                       |
| Trio       | Union soviétique Alevtina Nikiforova Lubov Kliukina Galina Zamytskova            | Bulgarie Irena Duneva Nina Dudeva Jana Mihaylova                          | Allemagne de l'Ouest Karen Schuster Sabine Swoboda Christine Hafnen   |
| Mixte      |                                                                                  |                                                                           |                                                                       |
| Duo        | Bulgarie Boyona Anguelova Dimitar Mitchen                                        | Union soviétique Vadim Piszmennij Ilona Jaransz                           | Pologne Katarzyna Kornobis Andrzej Ruszkowski                         |